# St. Clemens und St. Pankratius (Inden/Altdorf)

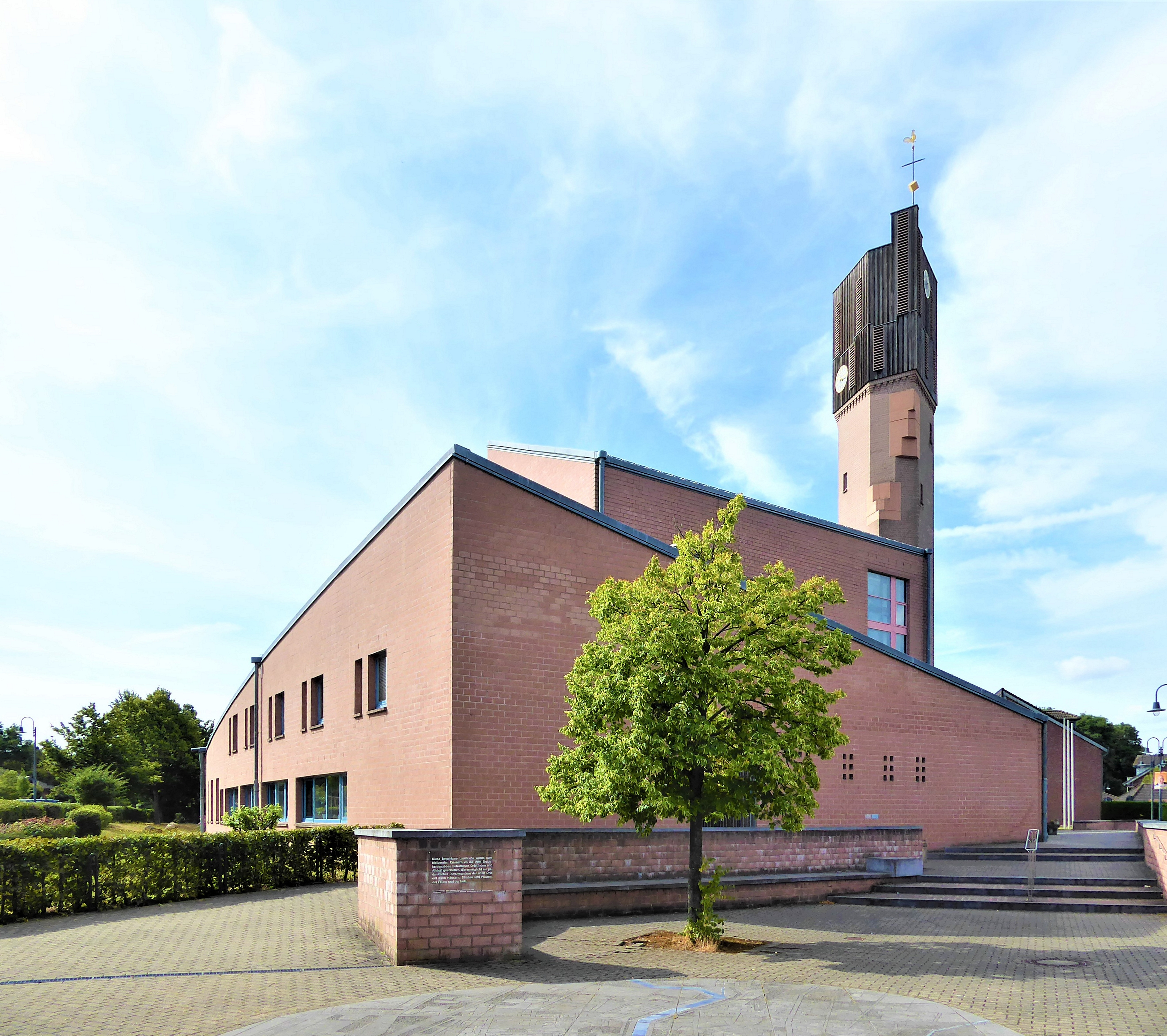
St. Clemens und St. Pankratius in Inden/Altdorf

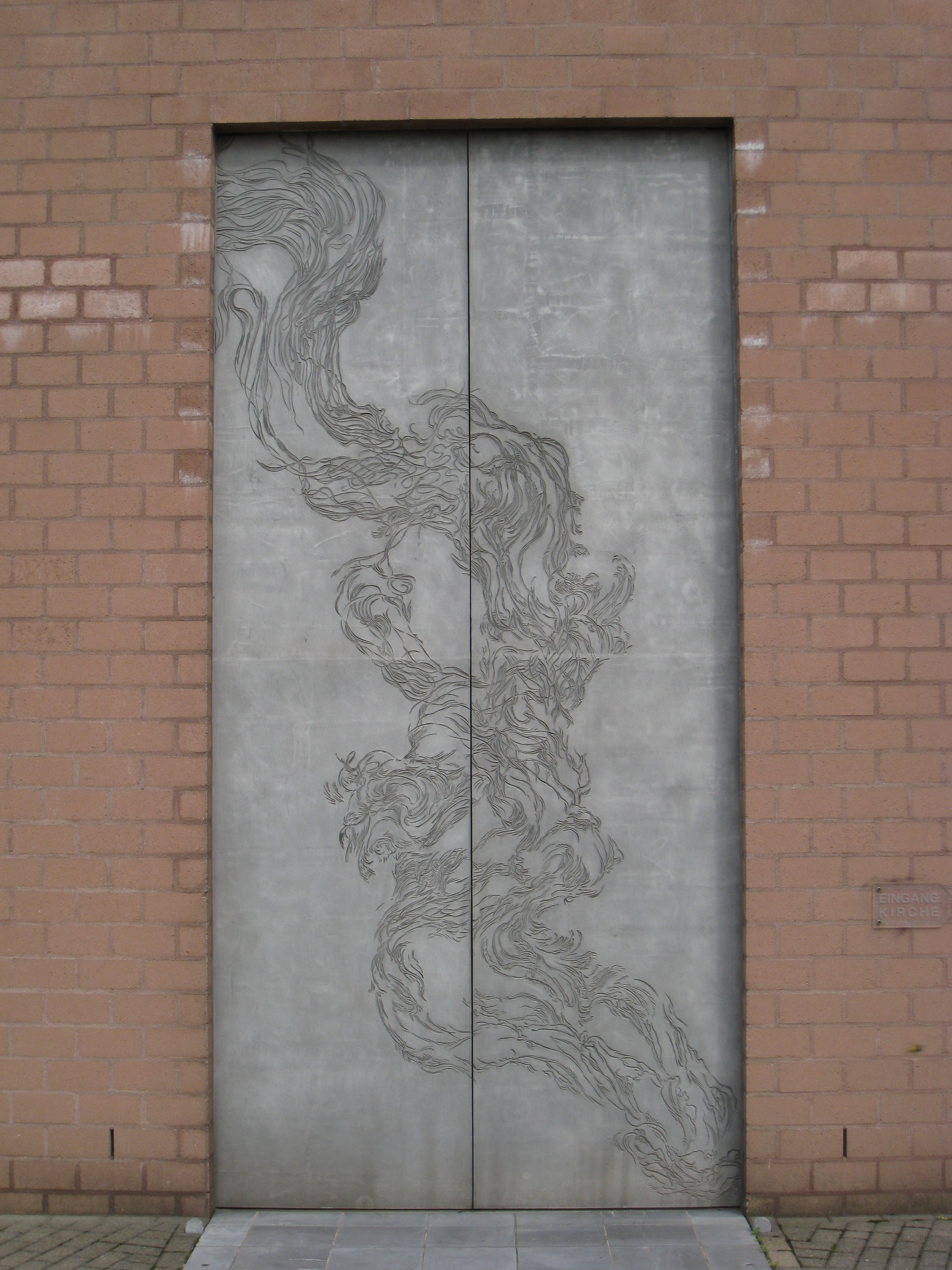
Hauptportal

St. Clemens und St. Pankratius ist die römisch-katholische Pfarrkirche des Ortsteils Inden/Altdorf der Gemeinde Inden im Kreis Düren in Nordrhein-Westfalen. Das Gotteshaus ist dem hl. Papst Clemens I. (Patron der Indener Kirche) und dem hl. Märtyrer Pankratius (Patron der Altdorfer Kirche) geweiht.

## Geschichte

### Die Kirchen in Altdorf und Inden
Die heutige Kirche wurde als Ersatz für die beiden Pfarrkirchen St. Clemens in Alt-Inden und St. Pankratius in Altdorf errichtet. Beide wurden 1998 entwidmet und um 2001 abgerissen, da sie dem Tagebau Inden weichen mussten.
Weder Altdorf, noch Inden besaßen ursprünglich eine Kirche. In beiden Orten existierte nur jeweils eine Kapelle. Die eigentliche Pfarrkirche war St. Remigius in Geuenich, die bereits 1180 erstmals urkundlich erwähnt wurde. Zur Geuenicher Pfarre gehörte neben Altdorf und Inden auch noch der Ort Pattern, der später ebenfalls dem Tagebau weichen musste. Seitdem 1678 ein Feuer den Ort zerstörte, zeugten in der Zeit danach nur noch die Kirche, das Pfarrhaus, das Küsterhaus und ein Hof von dem ehemaligen Ort. Trotzdem blieb Geuenich Pfarre und die Menschen aus Altdorf und Inden sowie Pattern mussten zum Gottesdienstbesuch immer nach Geuenich gehen. 
Erst im Zuge der Pfarrumschreibungen in der Franzosenzeit wurde die Pfarre Geuenich 1804 aufgelöst und aus dem Pfarrgebiet die Pfarren St. Clemens Inden und St. Matthäus Pattern neu errichtet. Zunächst zählte Altdorf noch als Filiale zur Indener Pfarrei, jedoch wurde Altdorf aufgrund heftiger Widerstände der Ortsbevölkerung 1806 schließlich auch zur eigenständigen Pfarre erhoben.
Im Jahr 1856 wurde bei einem Brand die alte Altdorfer Kirche zerstört. Dadurch wurde der Bau einer neuen Kirche erforderlich. Dieses Gotteshaus wurde 1998 entwidmet und um 2001 abgerissen. Bei der St. Pankratius-Kirche handelte es sich um eine neugotische, vierjochige Kirche aus Backsteinen, mit einem vorgebauten dreigeschossigen Glockenturm im Westen und einem fünfseitig geschlossenen Chor im Osten.
In Inden wurde um 1900 eine neue St. Clemens-Kirche errichtet, da die alte zu klein geworden war. Auch dieses Bauwerk wurde 1998 entwidmet und um 2001 abgerissen. Bei dieser Kirche handelte es sich um eine neuromanische dreischiffige und sechsjochige Basilika. Dem nördlichen Seitenschiff war ein viergeschossiger Glockenturm vorgesetzt. Im Osten schloss das Bauwerk mit einer halbkreisförmigen Apsis. Das Gotteshaus war zwar aus Backsteinen erbaut, diese waren jedoch verputzt.
Die beiden Pfarrgemeinden St. Clemens/Inden und St. Pankratius/Altdorf wurden um 1998 aufgelöst und zur neuen Pfarre St. Clemens und St. Pankratius fusioniert.

### Heutige Kirche
Die Inden/Altdorfer Pfarrkirche wurde von 1997 bis 1998 nach Plänen des Mönchengladbacher Architekten Heinz Döhmen erbaut. Der Grundstein wurde im Januar 1997 gelegt. Am 27. September 1998 wurde das Gotteshaus durch den Aachener Bischof Heinrich Mussinghoff konsekriert.
2012 wurde die Pfarre Inden/Altdorf mit den ehemaligen Pfarrgemeinden St. Nikolaus in Frenz, St. Cornelius in Lamersdorf und St. Nikolaus in Lucherberg zur neuen Pfarre St. Josef Inden fusioniert. Die Pfarrkirche dieser neuen Pfarrei wurde die Kirche St. Clemens und St. Pankratius Inden/Altorf.

## Ausstattung
In der Kirche finden sich einige Ausstattungsstücke aus den beiden alten Pfarrkirchen wieder, aber auch neue.
Die Fenster der Kirche bestehen aus alten Fenstern von St. Clemens in Inden, die der Künstler Paul Franz Bonnekamp in den 1950er Jahren schuf, sowie Fenster aus St. Pankratius in Altdorf, die Anton Wolff ebenfalls in den 1950er Jahren schuf. Die restlichen Fenster stammen aus dem Jahr 1998 und wurden von Hubert Spierling entworfen.

## Orgel

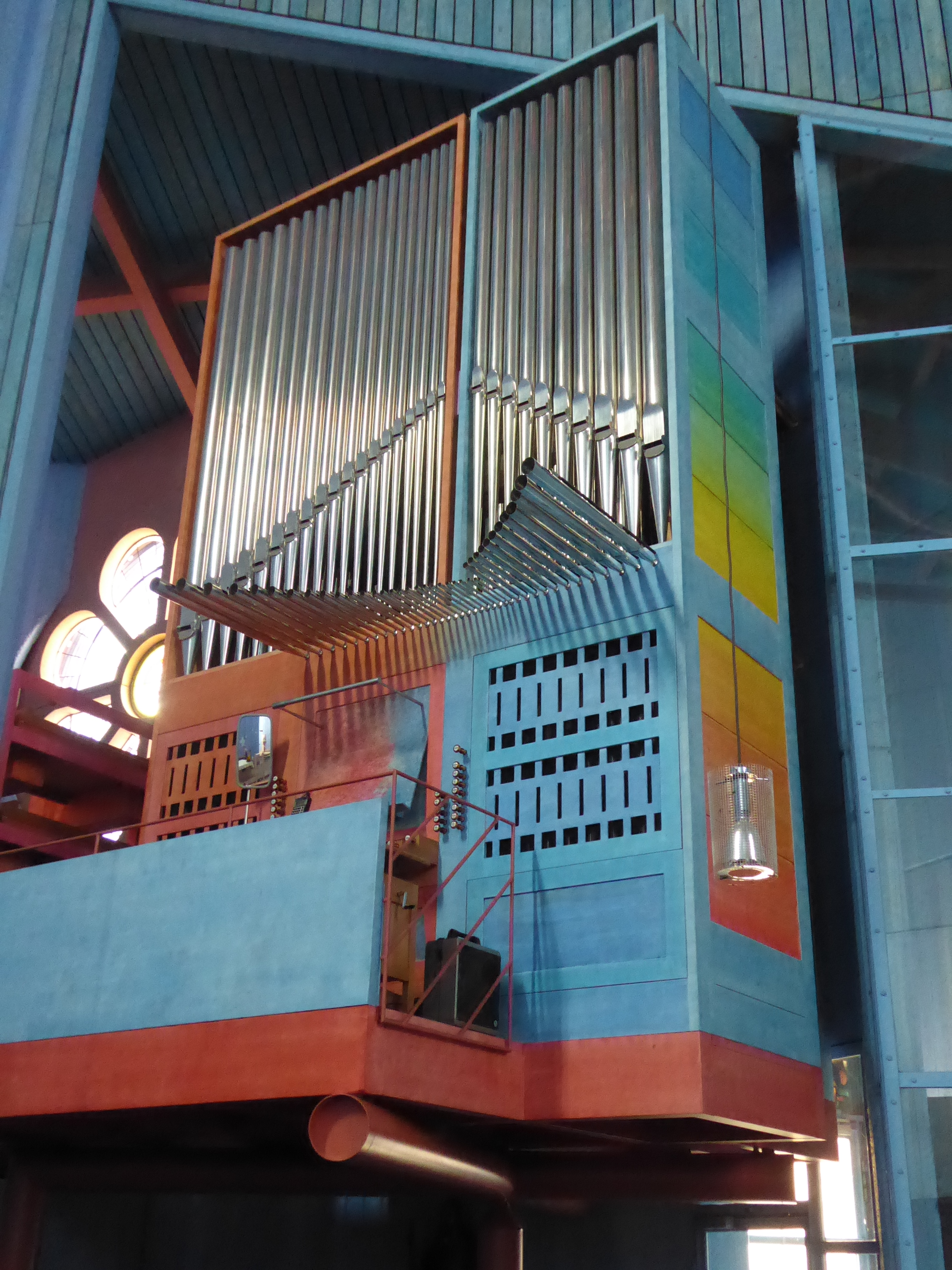
Die Scholz-Orgel

Die Orgel ein Werk der Firma Orgelbau Martin Scholz, Mönchengladbach aus dem Jahr 1998. Das Instrument besitzt 24 Register auf zwei Manuale und Pedal verteilt. Das Schleifladeninstrument ist rein mechanisch.
| II Hauptwerk C–g3 |       |
| Soloflöte         | 4′    |
| Trompete          | 8′    |
| Mixtur IV-V       | 1 ⁄3′ |
| Octave            | 4′    |
| Octave            | 2′    |
| Principal         | 8′    |
| Bordun            | 16′   |
| Viola             | 8′    |
| Rohrflöte         | 8′    |
| Flöte             | 4′    |
| Nasat             | 2 ⁄3′ |
| Tremulant         |       |

| I Unterwerk C–g3 |        |
| Krummhorn        | 8′     |
| Scharff III      | 1′     |
| Terz             | 1 3⁄5′ |
| Blockflöte       | 2′     |
| Quinte           | 2 ⁄3′  |
| Copula           | 4′     |
| Principal        | 4′     |
| Bordun           | 8′     |
| Tremulant        |        |

| Pedal C–f1 |     |
| Fagott     | 16′ |
| Posaune    | 8′  |
| Octave     | 4′  |
| Principal  | 8′  |
| Subbass    | 16′ |

| II Hauptwerk C–g3 |       |
| Soloflöte         | 4′    |
| Trompete          | 8′    |
| Mixtur IV-V       | 1 ⁄3′ |
| Octave            | 4′    |
| Octave            | 2′    |
| Principal         | 8′    |
| Bordun            | 16′   |
| Viola             | 8′    |
| Rohrflöte         | 8′    |
| Flöte             | 4′    |
| Nasat             | 2 ⁄3′ |
| Tremulant         |       |

| I Unterwerk C–g3 |        |
| Krummhorn        | 8′     |
| Scharff III      | 1′     |
| Terz             | 1 3⁄5′ |
| Blockflöte       | 2′     |
| Quinte           | 2 ⁄3′  |
| Copula           | 4′     |
| Principal        | 4′     |
| Bordun           | 8′     |
| Tremulant        |        |

| Pedal C–f1 |     |
| Fagott     | 16′ |
| Posaune    | 8′  |
| Octave     | 4′  |
| Principal  | 8′  |
| Subbass    | 16′ |

## Glocken
Das Geläut von St. Clemens und St. Pankratius besteht aus sieben Glocken, die aus den Vorgängerkirchen von Inden und Altdorf stammen. Neben der mittelalterlichen Glocke von Johann van Trier stammen vier Bronzeglocke aus der Glockengießerei Otto aus Bremen-Hemelingen. Die große Christusglocke ist zwar ein Neuguss aus dem Jahr 1998, aber das Gussmaterial stammt aus je einer eingeschmolzenen Otto-Glocke aus Inden und aus Altdorf. Drei der Glocken aus der Nachkriegszeit wurden nachgestimmt, um mit dem Gesamtgeläut zu harmonieren.
| Nr. | Name                       | Masse (kg) | Durchmesser (mm) | Schlagton (HT-1/16) | Gießer                                    | Gussjahr | vorherige Verwendung       |
| 1   | Christus                   | 1.650      | 1.385            | d' −4               | Eifeler Glockengießerei Mark, Brockscheid | 1998     | –                          |
| 2   | Sebastianus                | 1.100      | 1.225            | e' −4               | Glockengießerei Otto, Hemelingen          | 1961     | in St. Clemens, Inden      |
| 3   | Pankratius                 | 770        | 1.090            | fis' +1             | Glockengießerei Otto, Hemelingen          | 1959     | in St. Pankratius, Altdorf |
| 4   | Große Remigius             | 700        | 1.050            | g' −3               | Johann van Trier, Aachen                  | 1469     | in St. Clemens, Inden      |
| 5   | Maria                      | 350        | 825              | a' −2               | –                                         | 1431     | in St. Clemens, Inden      |
| 6   | Kleine Remigius            | 325        | 815              | h' +2               | Glockengießerei Otto, Hemelingen          | 1959     | in St. Pankratius, Altdorf |
| 7   | Maria Königin des Friedens | 190        | 685              | d" +2               | Glockengießerei Otto, Hemelingen          | 1959     | in St. Pankratius, Altdorf |